# Přimda (přírodní rezervace)
Přimda je přírodní rezervace ve vrcholových partiích hřbetu hory Přimda, na území města Přimda v okrese Tachov, severozápadně od zástavby města. Přírodní rezervace je v péči Krajského úřadu Plzeňského kraje.

## Předmět ochrany
Důvodem ochrany je uchování biocenóz zbytku starého smíšeného porostu s převahou buku, blížícího se svým složením původním podhorským lesům v oblasti Českého lesa.